# Ray Wilkins
Raymond Colin Wilkins, detto Ray (Londra, 14 settembre 1956 – Londra, 4 aprile 2018), è stato un calciatore e allenatore di calcio britannico, di ruolo centrocampista.

## Biografia
Sposato con Jackie, aveva due figli, Ross e Jade. Nel febbraio 2014 rivelò di soffrire di depressione e colite ulcerosa. Nel luglio 2016 gli venne sospesa la patente di guida per quattro anni causa guida in stato di ebbrezza. Il 30 marzo 2018, dopo essere stato colpito da infarto, viene ricoverato in coma al St George's Hospital di Tooting, Londra, dove muore il successivo 4 aprile.

## Caratteristiche tecniche

### Giocatore
Impiegato inizialmente anche come esterno di centrocampo, indifferentemente su entrambe le fasce, nel prosieguo di carriera si stabilizzò nel ruolo di regista, mostrando eleganza nei movimenti e una grande abilità nei passaggi — con «lanci lunghi, tesi, precisi, taglienti» che gli valsero il soprannome di Razor ("Rasoio") —, ma palesando anche una certa e talvolta eccessiva compassatezza in campo, perdendo via via quel dinamismo che al contrario l'aveva contraddistinto agli esordi.

## Carriera

### Giocatore

#### Club

##### Chelsea e Manchester Utd
Esordì con la prima squadra del Chelsea a diciassette anni appena compiuti, diventandone addirittura il capitano nel 1975, a soli diciannove anni, e mantenendo la fascia fino al 1979. In questo periodo anche i suoi fratelli Graham e Stephen giocarono nella stessa squadra.
Nell'agosto 1979 passò al Manchester Utd per la cifra di 800.000 sterline. Alla terza stagione con i Red Devils di Ron Atkinson, segnò il suo primo gol con la nuova maglia, di grande fattura: si trattò del gol del momentaneo vantaggio (2-1) nella finale di FA Cup 1982-1983 contro il Brighton; la gara finì in pareggio (2-2) e solo nella ripetizione i mancuniani s'imposero per 4-0.

##### Milan, Paris Saint-Germain e Rangers

Wilkins (a destra) e Zico in Milan-Udinese (2-2) del 16 settembre 1984, esordio dell'inglese in Serie A.

Nell'estate 1984 si trasferì in Italia, al Milan, dove giocò per le successive tre stagioni, insieme tra gli altri al connazionale Mark Hateley. La sua esperienza a Milano coincise con uno dei periodi meno gloriosi della squadra rossonera, tra l'epilogo della negativa presidenza Farina, dove pure l'inglese fu autore di due positivi campionati sul piano personale, e l'interlocutorio avvio dell'era Berlusconi che di fatto lo tagliò fuori dai piani della società; ciò nonostante Wilkins divenne in breve uno dei beniamini della curva milanista del tempo, e ricordato con affetto anche negli anni seguenti.
Trasferitosi inizialmente al Paris Saint-Germain nel 1987, rimase in Francia per soli quattro mesi poiché il 28 novembre dello stesso anno passò per 250.000 sterline agli scozzesi dei Rangers, con cui vinse due titoli nazionali e una Coppa di Lega.

##### Ritorno in Inghilterra e gli ultimi anni
Nel 1989 tornò a Londra, nelle file del QPR, rimanendovi per un lustro e facendovi successivamente ritorno a metà anni 1990 dopo un breve periodo al Crystal Palace, stavolta in qualità di giocatore-allenatore. Dopo due giorni firma con i Wycombe, club di in seconda divisione allenato dall'amico Alan Smith.
Wilkins lasciò i Chairboys all'inizio della stagione 1996-1997, inanellando nei mesi seguenti brevi esperienze con formazioni quali Hibernian, Millwall e Leyton Orient prima di ritirarsi.

#### Nazionale

Wilkins (accosciato, secondo da destra) con l'Inghilterra al

Nella seconda metà degli anni 1970 Wilkins fu tra i giovani a cui il commissario tecnico dell'Inghilterra, Don Revie, si affidò per ricostruire una nazionale reduce dalla mancata qualificazione al campionato del mondo 1974. Convocato per la prima volta nel 1976, debuttò a New York contro l'Italia in occasione della sfida valevole per il Torneo del Bicentenario negli Stati Uniti d'America.
Con la maglia dell'Inghilterra disputò il campionato d'Europa 1980 e il campionato del mondo 1982, prendendo infine parte alla spedizione dei Tre Leoni al campionato del mondo 1986, dove fu espulso per la prima e unica volta nella sua carriera (si trattò inoltre della prima espulsione dell'Inghilterra in una partita di fase finale dei Mondiali). Lasciò la nazionale proprio in quell'anno, dopo 84 partite (di cui 10 da capitano) e 3 reti.
Fu inoltre tra i convocati della Selezione Europea nella gara del 25 febbraio 1981 all'Olimpico di Roma contro la nazionale italiana, volta a raccogliere fondi per le vittime del terremoto dell'Irpinia dell'anno precedente: la gara si concluse con la vittoria per 3-0 della Selezione Europea, con Wilkins in campo nel primo tempo.

### Allenatore

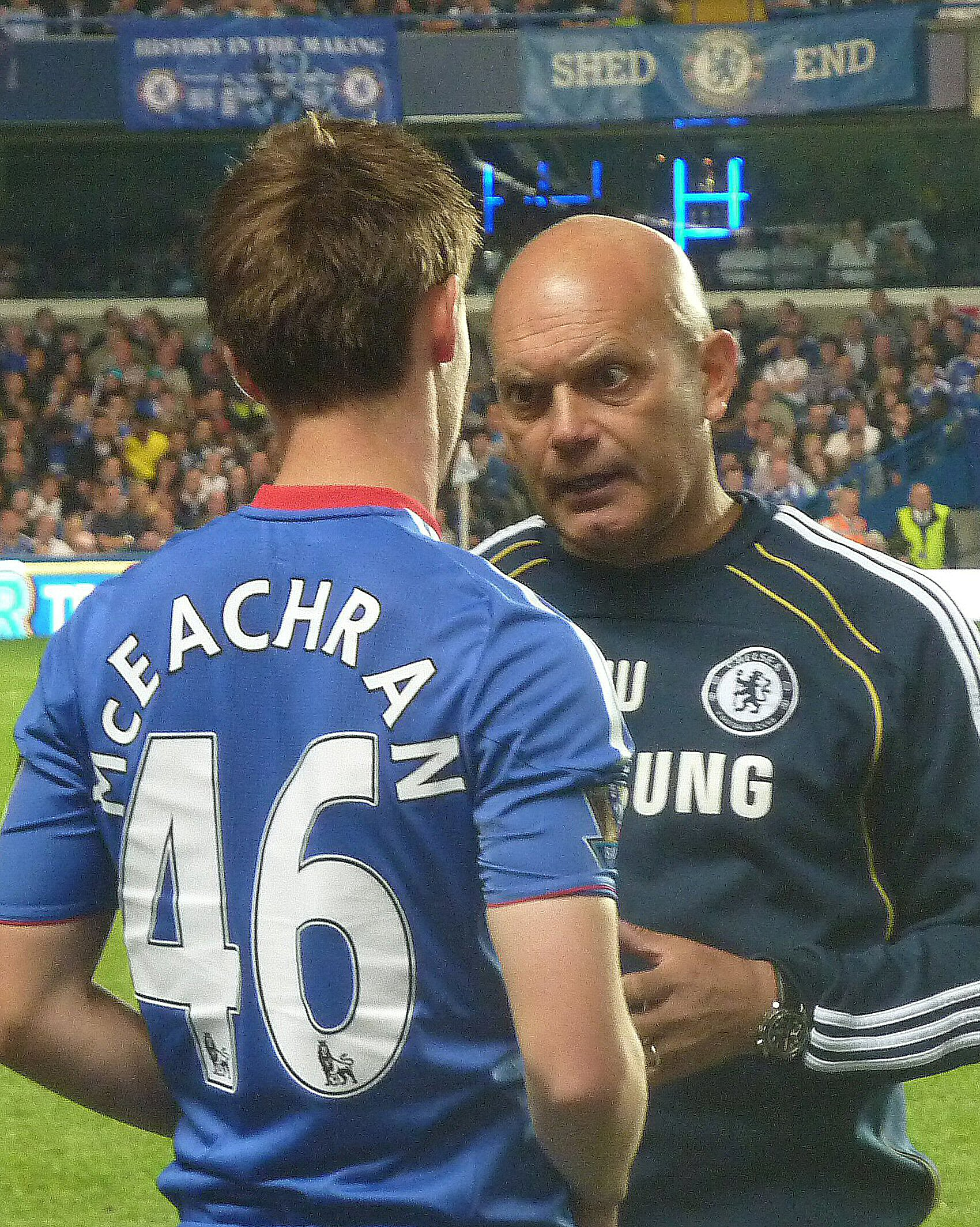
Wilkins nello staff tecnico del Chelsea nel 2010, mentre discute con McEachran.

Il 15 novembre 1994 diventa allenatore-giocatore del QPR, lasciando la squadra il 4 settembre 1996. Il 25 settembre 1997 diventa allenatore del Fulham, da cui viene esonerato il 7 maggio 1998 dal presidente Mohamed Al-Fayed, e sostituito da Kevin Keegan, prima della prima gara di play-off della Second Division.
Il 1º luglio 1998 viene chiamato da Gianluca Vialli, allora tecnico del Chelsea, nel ruolo di vice. Il 12 settembre 2000, con l'esonero del tecnico italiano, assume ad interim la guida tecnica della squadra insieme all'altro vice Graham Rix: la coppia guida i Blues nella vittoria interna in Coppa UEFA contro il San Gallo e nella sconfitta casalinga contro il Leicester City, prima di lasciare la panchina il 18 settembre al nuovo allenatore Claudio Ranieri.
Il 4 maggio 2001 lo stesso Vialli lo vuole come suo vice, insieme a Steve Coppell, al Watford. Il 12 giugno 2002 viene esonerato per i problemi finanziari del club, quindi il 1º luglio seguente viene chiamato da Peter Taylor come suo vice alla guida dell'Inghilterra Under-21. Il 10 novembre 2003 diventa vice del Millwall, sotto alla guida di Dennis Wise. Il 31 maggio 2005 viene esonerato dal club, mentre il 28 gennaio 2006 viene sollevato anche dal suo ruolo nella FA insieme a Taylor.
Il 18 settembre 2008 ritorna nello staff del Chelsea nel ruolo di vice, voluto da Luiz Felipe Scolari. Il 9 febbraio 2009, con l'esonero del tecnico brasiliano, per la seconda volta in carriera assume l'interim della panchina londinese; dopo due giorni lascia tuttavia la guida a Guus Hiddink e ritorna nel ruolo di vice. Nell'annata successiva rimane ai Blues come vice anche con il nuovo tecnico Carlo Ancelotti. L'11 novembre 2010, dopo che trapela la notizia del suo mancato rinnovo contrattuale a fine stagione, decide di dimettersi.
Il 30 dicembre 2013 torna al Fulham in veste di vice di René Meulensteen. In seguito all'esonero di questi avvenuto il 14 febbraio 2014, e dall'arrivo in panchina di Felix Magath, dopo quattro giorni Wilkins viene a sua volta sollevato dall'incarico insieme al direttore tecnico Alan Curbishley.
Il 3 settembre 2014 viene nominato commissario tecnico della nazionale giordana, che guida alla fase finale della Coppa d'Asia, in cui la formazione non supera la fase a gironi; in seguito all'eliminazione, il 28 febbraio 2015 viene esonerato dalla federazione giordana e sostituito dal belga Paul Put.
Il 29 giugno 2015 viene ingaggiato dall'Aston Villa come assistente tecnico di Tim Sherwood.

### Dopo il ritiro
È stato commentatore televisivo per Sky UK.

## Statistiche

### Cronologia presenze e reti in nazionale
| Cronologia completa delle presenze e delle reti in nazionale ― Inghilterra | Cronologia completa delle presenze e delle reti in nazionale ― Inghilterra | Cronologia completa delle presenze e delle reti in nazionale ― Inghilterra | Cronologia completa delle presenze e delle reti in nazionale ― Inghilterra | Cronologia completa delle presenze e delle reti in nazionale ― Inghilterra | Cronologia completa delle presenze e delle reti in nazionale ― Inghilterra | Cronologia completa delle presenze e delle reti in nazionale ― Inghilterra | Cronologia completa delle presenze e delle reti in nazionale ― Inghilterra |
| Data                                                                       | Città                                                                      | In casa                                                                    | Risultato                                                                  | Ospiti                                                                     | Competizione                                                               | Reti                                                                       | Note                                                                       |
| -------------------------------------------------------------------------- | -------------------------------------------------------------------------- | -------------------------------------------------------------------------- | -------------------------------------------------------------------------- | -------------------------------------------------------------------------- | -------------------------------------------------------------------------- | -------------------------------------------------------------------------- | -------------------------------------------------------------------------- |
| 28-5-1976                                                                  | New York                                                                   | Inghilterra                                                                | 3 – 2                                                                      | Italia                                                                     | Torneo del Bicentenario                                                    | -                                                                          |                                                                            |
| 8-9-1976                                                                   | Londra                                                                     | Inghilterra                                                                | 1 – 1                                                                      | Irlanda                                                                    | Amichevole                                                                 | -                                                                          |                                                                            |
| 13-10-1976                                                                 | Londra                                                                     | Inghilterra                                                                | 2 – 1                                                                      | Finlandia                                                                  | Qual. Mondiali 1978                                                        | -                                                                          |                                                                            |
| 28-5-1977                                                                  | Belfast                                                                    | Irlanda del Nord                                                           | 1 – 2                                                                      | Inghilterra                                                                | Torneo Interbritannico 1977                                                | -                                                                          | 65’                                                                        |
| 8-6-1977                                                                   | Rio de Janeiro                                                             | Brasile                                                                    | 0 – 0                                                                      | Inghilterra                                                                | Amichevole                                                                 | -                                                                          | 70’                                                                        |
| 12-6-1977                                                                  | Buenos Aires                                                               | Argentina                                                                  | 1 – 1                                                                      | Inghilterra                                                                | Amichevole                                                                 | -                                                                          |                                                                            |
| 15-6-1977                                                                  | Montevideo                                                                 | Uruguay                                                                    | 0 – 0                                                                      | Inghilterra                                                                | Amichevole                                                                 | -                                                                          |                                                                            |
| 7-9-1977                                                                   | Londra                                                                     | Inghilterra                                                                | 0 – 0                                                                      | Svizzera                                                                   | Amichevole                                                                 | -                                                                          | 81’                                                                        |
| 12-10-1977                                                                 | Lussemburgo                                                                | Lussemburgo                                                                | 0 – 2                                                                      | Inghilterra                                                                | Amichevole                                                                 | -                                                                          |                                                                            |
| 16-11-1977                                                                 | Londra                                                                     | Inghilterra                                                                | 2 – 0                                                                      | Italia                                                                     | Qual. Mondiali 1978                                                        | -                                                                          |                                                                            |
| 22-2-1978                                                                  | Monaco di Baviera                                                          | Germania Ovest                                                             | 2 – 1                                                                      | Inghilterra                                                                | Amichevole                                                                 | -                                                                          |                                                                            |
| 13-5-1978                                                                  | Cardiff                                                                    | Galles                                                                     | 1 – 3                                                                      | Inghilterra                                                                | Torneo Interbritannico 1978                                                | -                                                                          |                                                                            |
| 16-5-1978                                                                  | Londra                                                                     | Inghilterra                                                                | 1 – 0                                                                      | Irlanda del Nord                                                           | Torneo Interbritannico 1978                                                | -                                                                          |                                                                            |
| 20-5-1978                                                                  | Glasgow                                                                    | Scozia                                                                     | 1 – 2                                                                      | Inghilterra                                                                | Torneo Interbritannico 1978                                                | -                                                                          |                                                                            |
| 24-5-1978                                                                  | Londra                                                                     | Inghilterra                                                                | 4 – 1                                                                      | Ungheria                                                                   | Amichevole                                                                 | -                                                                          |                                                                            |
| 20-9-1978                                                                  | Copenaghen                                                                 | Danimarca                                                                  | 3 – 4                                                                      | Inghilterra                                                                | Qual. Euro 1980                                                            | -                                                                          |                                                                            |
| 25-10-1978                                                                 | Dublino                                                                    | Irlanda                                                                    | 1 – 1                                                                      | Inghilterra                                                                | Qual. Euro 1980                                                            | -                                                                          |                                                                            |
| 29-11-1978                                                                 | Londra                                                                     | Inghilterra                                                                | 1 – 0                                                                      | Cecoslovacchia                                                             | Amichevole                                                                 | -                                                                          |                                                                            |
| 19-5-1979                                                                  | Belfast                                                                    | Irlanda del Nord                                                           | 0 – 2                                                                      | Inghilterra                                                                | Torneo Interbritannico 1979                                                | -                                                                          |                                                                            |
| 23-5-1979                                                                  | Londra                                                                     | Inghilterra                                                                | 0 – 0                                                                      | Galles                                                                     | Amichevole                                                                 | -                                                                          | 75’                                                                        |
| 26-5-1979                                                                  | Londra                                                                     | Inghilterra                                                                | 3 – 1                                                                      | Scozia                                                                     | Amichevole                                                                 | -                                                                          |                                                                            |
| 6-6-1979                                                                   | Sofia                                                                      | Bulgaria                                                                   | 0 – 3                                                                      | Inghilterra                                                                | Qual. Euro 1980                                                            | -                                                                          |                                                                            |
| 10-6-1979                                                                  | Stoccolma                                                                  | Svezia                                                                     | 0 – 0                                                                      | Inghilterra                                                                | Amichevole                                                                 | -                                                                          | 46’                                                                        |
| 13-6-1979                                                                  | Vienna                                                                     | Austria                                                                    | 4 – 3                                                                      | Inghilterra                                                                | Amichevole                                                                 | 1                                                                          |                                                                            |
| 12-9-1979                                                                  | Londra                                                                     | Inghilterra                                                                | 1 – 0                                                                      | Danimarca                                                                  | Qual. Euro 1980                                                            | -                                                                          |                                                                            |
| 17-10-1979                                                                 | Belfast                                                                    | Irlanda del Nord                                                           | 1 – 5                                                                      | Inghilterra                                                                | Qual. Euro 1980                                                            | -                                                                          |                                                                            |
| 22-11-1979                                                                 | Londra                                                                     | Inghilterra                                                                | 2 – 0                                                                      | Bulgaria                                                                   | Qual. Euro 1980                                                            | -                                                                          |                                                                            |
| 26-3-1980                                                                  | Barcellona                                                                 | Spagna                                                                     | 0 – 2                                                                      | Inghilterra                                                                | Amichevole                                                                 | -                                                                          |                                                                            |
| 13-5-1980                                                                  | Londra                                                                     | Inghilterra                                                                | 3 – 1                                                                      | Argentina                                                                  | Amichevole                                                                 | -                                                                          |                                                                            |
| 17-5-1980                                                                  | Wrexham                                                                    | Galles                                                                     | 4 – 1                                                                      | Inghilterra                                                                | Torneo Interbritannico 1980                                                | -                                                                          | 80’                                                                        |
| 20-5-1980                                                                  | Londra                                                                     | Inghilterra                                                                | 1 – 1                                                                      | Irlanda del Nord                                                           | Torneo Interbritannico 1980                                                | -                                                                          |                                                                            |
| 24-5-1980                                                                  | Glasgow                                                                    | Scozia                                                                     | 0 – 2                                                                      | Inghilterra                                                                | Torneo Interbritannico 1980                                                | -                                                                          |                                                                            |
| 12-6-1980                                                                  | Torino                                                                     | Inghilterra                                                                | 1 – 1                                                                      | Belgio                                                                     | Euro 1980 - 1º turno                                                       | 1                                                                          |                                                                            |
| 15-6-1980                                                                  | Torino                                                                     | Italia                                                                     | 1 – 0                                                                      | Inghilterra                                                                | Euro 1980 - 1º turno                                                       | -                                                                          |                                                                            |
| 18-6-1980                                                                  | Napoli                                                                     | Spagna                                                                     | 1 – 2                                                                      | Inghilterra                                                                | Euro 1980 - 1º turno                                                       | -                                                                          |                                                                            |
| 25-3-1981                                                                  | Londra                                                                     | Inghilterra                                                                | 1 – 2                                                                      | Spagna                                                                     | Amichevole                                                                 | -                                                                          | 70’                                                                        |
| 29-4-1981                                                                  | Londra                                                                     | Inghilterra                                                                | 0 – 0                                                                      | Romania                                                                    | Qual. Mondiali 1982                                                        | -                                                                          |                                                                            |
| 12-5-1981                                                                  | Londra                                                                     | Inghilterra                                                                | 0 – 1                                                                      | Brasile                                                                    | Amichevole                                                                 | -                                                                          | 70’                                                                        |
| 20-5-1981                                                                  | Londra                                                                     | Inghilterra                                                                | 0 – 0                                                                      | Galles                                                                     | Torneo Interbritannico 1981                                                | -                                                                          |                                                                            |
| 23-5-1981                                                                  | Londra                                                                     | Inghilterra                                                                | 0 – 1                                                                      | Scozia                                                                     | Torneo Interbritannico 1981                                                | -                                                                          |                                                                            |
| 30-5-1981                                                                  | Berna                                                                      | Svizzera                                                                   | 2 – 1                                                                      | Inghilterra                                                                | Qual. Mondiali 1982                                                        | -                                                                          |                                                                            |
| 6-6-1981                                                                   | Budapest                                                                   | Ungheria                                                                   | 1 – 3                                                                      | Inghilterra                                                                | Qual. Mondiali 1982                                                        | -                                                                          | 73’                                                                        |
| 23-2-1982                                                                  | Londra                                                                     | Inghilterra                                                                | 4 – 0                                                                      | Irlanda del Nord                                                           | Torneo Interbritannico 1982                                                | 1                                                                          |                                                                            |
| 27-4-1982                                                                  | Cardiff                                                                    | Galles                                                                     | 0 – 1                                                                      | Inghilterra                                                                | Torneo Interbritannico 1982                                                | -                                                                          |                                                                            |
| 25-5-1982                                                                  | Londra                                                                     | Inghilterra                                                                | 2 – 0                                                                      | Paesi Bassi                                                                | Amichevole                                                                 | -                                                                          |                                                                            |
| 29-5-1982                                                                  | Glasgow                                                                    | Scozia                                                                     | 0 – 1                                                                      | Inghilterra                                                                | Torneo Interbritannico 1982                                                | -                                                                          |                                                                            |
| 3-6-1982                                                                   | Helsinki                                                                   | Finlandia                                                                  | 1 – 4                                                                      | Inghilterra                                                                | Amichevole                                                                 | -                                                                          |                                                                            |
| 16-6-1982                                                                  | Bilbao                                                                     | Francia                                                                    | 1 – 3                                                                      | Inghilterra                                                                | Mondiali 1982 - 1º turno                                                   | -                                                                          |                                                                            |
| 20-6-1982                                                                  | Bilbao                                                                     | Inghilterra                                                                | 2 – 0                                                                      | Cecoslovacchia                                                             | Mondiali 1982 - 1º turno                                                   | -                                                                          |                                                                            |
| 25-6-1982                                                                  | Bilbao                                                                     | Inghilterra                                                                | 1 – 0                                                                      | Kuwait                                                                     | Mondiali 1982 - 1º turno                                                   | -                                                                          |                                                                            |
| 29-6-1982                                                                  | Madrid                                                                     | Germania Ovest                                                             | 0 – 0                                                                      | Inghilterra                                                                | Mondiali 1982 - 2º turno                                                   | -                                                                          |                                                                            |
| 5-7-1982                                                                   | Madrid                                                                     | Spagna                                                                     | 0 – 0                                                                      | Inghilterra                                                                | Mondiali 1982 - 2º turno                                                   | -                                                                          | 15’                                                                        |
| 22-9-1982                                                                  | Copenaghen                                                                 | Danimarca                                                                  | 2 – 2                                                                      | Inghilterra                                                                | Qual. Euro 1984                                                            | -                                                                          | cap.                                                                       |
| 13-10-1982                                                                 | Londra                                                                     | Inghilterra                                                                | 1 – 2                                                                      | Germania Ovest                                                             | Amichevole                                                                 | -                                                                          | cap.                                                                       |
| 21-9-1983                                                                  | Londra                                                                     | Inghilterra                                                                | 0 – 1                                                                      | Danimarca                                                                  | Qual. Euro 1984                                                            | -                                                                          | cap.                                                                       |
| 4-4-1984                                                                   | Londra                                                                     | Inghilterra                                                                | 1 – 0                                                                      | Irlanda del Nord                                                           | Torneo Interbritannico 1984                                                | -                                                                          |                                                                            |
| 2-5-1984                                                                   | Wrexham                                                                    | Galles                                                                     | 1 – 0                                                                      | Inghilterra                                                                | Torneo Interbritannico 1984                                                | -                                                                          | cap.                                                                       |
| 26-5-1984                                                                  | Glasgow                                                                    | Scozia                                                                     | 1 – 1                                                                      | Inghilterra                                                                | Amichevole                                                                 | -                                                                          |                                                                            |
| 2-6-1984                                                                   | Londra                                                                     | Inghilterra                                                                | 0 – 2                                                                      | Unione Sovietica                                                           | Amichevole                                                                 | -                                                                          |                                                                            |
| 10-6-1984                                                                  | San Paolo                                                                  | Brasile                                                                    | 0 – 2                                                                      | Inghilterra                                                                | Amichevole                                                                 | -                                                                          |                                                                            |
| 13-6-1984                                                                  | Montevideo                                                                 | Uruguay                                                                    | 2 – 0                                                                      | Inghilterra                                                                | Amichevole                                                                 | -                                                                          |                                                                            |
| 17-6-1984                                                                  | Ñuñoa                                                                      | Cile                                                                       | 0 – 0                                                                      | Inghilterra                                                                | Amichevole                                                                 | -                                                                          |                                                                            |
| 12-9-1984                                                                  | Londra                                                                     | Inghilterra                                                                | 1 – 0                                                                      | Germania Est                                                               | Amichevole                                                                 | -                                                                          |                                                                            |
| 17-10-1984                                                                 | Londra                                                                     | Inghilterra                                                                | 5 – 0                                                                      | Finlandia                                                                  | Qual. Mondiali 1986                                                        | -                                                                          |                                                                            |
| 14-11-1984                                                                 | Istanbul                                                                   | Turchia                                                                    | 0 – 8                                                                      | Inghilterra                                                                | Qual. Mondiali 1986                                                        | -                                                                          |                                                                            |
| 27-2-1985                                                                  | Belfast                                                                    | Irlanda del Nord                                                           | 0 – 1                                                                      | Inghilterra                                                                | Qual. Mondiali 1986                                                        | -                                                                          | cap.                                                                       |
| 26-3-1985                                                                  | Londra                                                                     | Inghilterra                                                                | 2 – 1                                                                      | Irlanda                                                                    | Amichevole                                                                 | -                                                                          |                                                                            |
| 1-5-1985                                                                   | Bucarest                                                                   | Romania                                                                    | 0 – 0                                                                      | Inghilterra                                                                | Qual. Mondiali 1986                                                        | -                                                                          |                                                                            |
| 22-5-1985                                                                  | Helsinki                                                                   | Finlandia                                                                  | 1 – 1                                                                      | Inghilterra                                                                | Qual. Mondiali 1986                                                        | -                                                                          |                                                                            |
| 25-5-1985                                                                  | Edimburgo                                                                  | Scozia                                                                     | 1 – 0                                                                      | Inghilterra                                                                | Amichevole                                                                 | -                                                                          |                                                                            |
| 6-6-1985                                                                   | Città del Messico                                                          | Inghilterra                                                                | 1 – 2                                                                      | Italia                                                                     | Amichevole                                                                 | -                                                                          |                                                                            |
| 9-6-1985                                                                   | Città del Messico                                                          | Messico                                                                    | 1 – 0                                                                      | Inghilterra                                                                | Amichevole                                                                 | -                                                                          | 70’                                                                        |
| 16-10-1985                                                                 | Londra                                                                     | Inghilterra                                                                | 5 – 0                                                                      | Turchia                                                                    | Qual. Mondiali 1986                                                        | -                                                                          |                                                                            |
| 13-11-1985                                                                 | Londra                                                                     | Inghilterra                                                                | 0 – 0                                                                      | Irlanda del Nord                                                           | Qual. Mondiali 1986                                                        | -                                                                          | cap.                                                                       |
| 29-1-1986                                                                  | Il Cairo                                                                   | Egitto                                                                     | 0 – 4                                                                      | Inghilterra                                                                | Amichevole                                                                 | -                                                                          | cap.                                                                       |
| 26-2-1986                                                                  | Tel Aviv                                                                   | Israele                                                                    | 1 – 2                                                                      | Inghilterra                                                                | Amichevole                                                                 | -                                                                          |                                                                            |
| 26-3-1986                                                                  | Tbilisi                                                                    | Unione Sovietica                                                           | 0 – 1                                                                      | Inghilterra                                                                | Amichevole                                                                 | -                                                                          | cap.                                                                       |
| 23-4-1986                                                                  | Londra                                                                     | Inghilterra                                                                | 2 – 1                                                                      | Scozia                                                                     | Amichevole                                                                 | -                                                                          | cap. 46’                                                                   |
| 17-5-1986                                                                  | Los Angeles                                                                | Messico                                                                    | 0 – 3                                                                      | Inghilterra                                                                | Amichevole                                                                 | -                                                                          | 80’                                                                        |
| 24-5-1986                                                                  | Burnaby                                                                    | Canada                                                                     | 0 – 1                                                                      | Inghilterra                                                                | Amichevole                                                                 | -                                                                          | cap. 73’                                                                   |
| 3-6-1986                                                                   | Monterrey                                                                  | Inghilterra                                                                | 0 – 1                                                                      | Portogallo                                                                 | Mondiali 1986 - 1º turno                                                   | -                                                                          |                                                                            |
| 6-6-1986                                                                   | Monterrey                                                                  | Marocco                                                                    | 0 – 0                                                                      | Inghilterra                                                                | Mondiali 1986 - 1º turno                                                   | -                                                                          | 40’ 42’                                                                    |
| 10-9-1986                                                                  | Stoccolma                                                                  | Svezia                                                                     | 1 – 0                                                                      | Inghilterra                                                                | Amichevole                                                                 | -                                                                          |                                                                            |
| 12-11-1986                                                                 | Londra                                                                     | Inghilterra                                                                | 2 – 0                                                                      | Jugoslavia                                                                 | Qual. Euro 1988                                                            | -                                                                          | 82’                                                                        |
| Totale                                                                     |                                                                            | Presenze (15º posto)                                                       | 84                                                                         |                                                                            | Reti                                                                       | 3                                                                          |                                                                            |

## Palmarès

### Giocatore

#### Club
- Campionato inglese di seconda divisione: 1

Chelsea: 1976-1977
- Coppa d'Inghilterra: 1

Manchester United: 1982-1983
- Charity Shield: 1

Manchester United: 1983
- Coppa di Lega scozzese: 2

Rangers: 1987-1988, 1988-1989
- Campionato scozzese: 1

Rangers: 1988-1989